# Bahnstrecke Montreal–Island Pond
| Streckenlänge: | 236,6 km                |                                                          |                                                          |
| Spurweite: | 1435 mm (Normalspur)    |                                                          |                                                          |
| Zweigleisigkeit: | Montreal–Sainte-Rosalie |                                                          |                                                          |
| |                         |                                                          |                                                          |
| \| \| 0,0 \| Montreal QC (Gare Bonaventure) \| Montreal QC (Gare Bonaventure) \| \| \| \| Metro Montreal (Linie 1) \| \| \| \| \| nach Toronto \| \| \| \| 2,4 \| Montreal QC (Place-Saint-Henri, Keilbahnhof) \| Montreal QC (Place-Saint-Henri, Keilbahnhof) \| \| \| \| Verbindungskurve aus Toronto \| \| \| \| \| Güteranschlussbahn \| \| \| \| \| Lachine-Kanal \| \| \| \| \| Güteranschlussbahn der Canadian Pacific Railway \| \| \| \| \| Verbindungsgleis zur Canadian Pacific \| \| \| \| \| Verbindung zum VIA Rail-Betriebshof \| \| \| \| \| Metro Montreal (Linie 1) \| \| \| \| \| Verbindung zum Gare Centrale und zur Hafenbahn \| \| \| \| 4,8 \| Pointe Sainte Charles Yard (Güterbf.) \| Pointe Sainte Charles Yard (Güterbf.) \| \| \| \| nach Ottawa \| \| \| \| \| Verbindung zum VIA Rail-Betriebshof \| \| \| \| \| Autoroute 10 \| \| \| \| \| Sankt-Lorenz-Strom (Pont Victoria) \| \| \| \| \| Umleitungsstrecke bei offener Hubbrücke \| \| \| \| \| Schleuse Saint-Lambert (Pont Jacques-Cartier, Hubbrücke) \| \| \| \| \| East End (Interurban-Station) \| \| \| \| \| Autoroute 20 \| \| \| \| \| Montreal and Southern Counties Railway (Interurban) \| \| \| \| \| Ende der Umleitungsstrecke \| \| \| \| 9,2 \| Saint-Lambert QC (Amtrak, VIA, exo) \| Saint-Lambert QC (Amtrak, VIA, exo) \| \| \| \| nach Rouses Point \| \| \| \| \| Montreal and Southern Counties Railway (Interurban) \| \| \| \| \| nach Fortierville \| \| \| \| \| Southwalk Yard (Güterbf.) \| \| \| \| \| Verbindungskurven \| \| \| \| \| Strecke Longueuil–Sheldon Junction (Cannon Jct.) \| \| \| \| \| Verbindungskurve \| \| \| \| \| \| \| \| \| \| Longueuil QC (1848–1859) \| \| \| \| 15,4 \| Saint-Hubert QC (exo) \| Saint-Hubert QC (exo) \| \| \| \| \| \| \| \| \| nach Longueuil (Bruno Junction) \| \| \| \| 22,0 \| Saint-Bruno QC (exo) \| Saint-Bruno QC (exo) \| \| \| \| Autoroute 30 \| \| \| \| 26,9 \| Saint-Basile-le-Grand QC (exo) \| Saint-Basile-le-Grand QC (exo) \| \| \| \| ehem. Militärbasis \| \| \| \| \| McMasterville QC (exo) \| \| \| \| \| Rivière Richelieu \| \| \| \| 33,3 \| Belœil QC \| Belœil QC \| \| \| 35,1 \| Mont-Saint-Hilaire QC (exo) \| Mont-Saint-Hilaire QC (exo) \| \| \| \| Abstellbahnhof Thériault \| \| \| \| 44,6 \| Sainte-Madeleine QC \| Sainte-Madeleine QC \| \| \| \| von Sorel \| \| \| \| \| von Noyan Junction \| \| \| \| 56,6 \| Saint-Hyacinthe QC (VIA) \| Saint-Hyacinthe QC (VIA) \| \| \| \| Rivière Yamaska \| \| \| \| \| Verbindungsgleis nach Stanbridge \| \| \| \| \| Strecke Stanbridge–Sorel \| \| \| \| \| Verbindungskurven nach Stanbridge und Sorel \| \| \| \| 59,9 \| Sainte-Rosalie Junction QC \| Sainte-Rosalie Junction QC \| \| \| 60,5 \| Sainte-Rosalie QC \| Sainte-Rosalie QC \| \| \| \| nach Charny \| \| \| \| \| Britannia Mills \| \| \| \| 71,6 \| Saint-Liboire QC \| Saint-Liboire QC \| \| \| 76,6 \| Upton QC \| Upton QC \| \| \| \| Rivière Noire (2×) \| \| \| \| \| von Enlaugra \| \| \| \| 86,7 \| Acton Vale QC \| Acton Vale QC \| \| \| \| nach Drummondville \| \| \| \| 99,0 \| Danby QC \| Danby QC \| \| \| 105,7 \| Durham Sud QC \| Durham Sud QC \| \| \| 110,6 \| Lisgar QC \| Lisgar QC \| \| \| \| Gore QC \| \| \| \| \| Autoroute 55 \| \| \| \| \| Rivière Saint-François \| \| \| \| 122,3 \| Richmond QC \| Richmond QC \| \| \| \| nach Lévis \| \| \| \| \| New Rockland Slate Quarry Railway (914 mm) \| \| \| \| \| Corris QC \| \| \| \| 138,6 \| Windsor Mills QC \| Windsor Mills QC \| \| \| \| \| \| \| \| \| Anschluss Domtar Inc. \| \| \| \| \| Titus QC \| \| \| \| \| Anschluss Kruger Inc. \| \| \| \| \| Rivière Saint-François \| \| \| \| 151,3 \| Bromptonville QC \| Bromptonville QC \| \| \| \| Autoroute 610 \| \| \| \| \| Rivière Magog \| \| \| \| 161,9 \| Sherbrooke QC \| Sherbrooke QC \| \| \| \| Verbindung nach Lévis \| \| \| \| \| Strecke Sherbrooke–Lévis \| \| \| \| \| Verbindung nach Mattawamkeag \| \| \| \| \| Strecke Brookport–Mattawamkeag \| \| \| \| \| Verbindung von Brookport \| \| \| \| 166,9 \| Lennoxville QC \| Lennoxville QC \| \| \| \| nach White River Junction \| \| \| \| \| Rivière Massawippi \| \| \| \| \| \| \| \| \| \| Rivière Coaticook \| \| \| \| 178,2 \| Waterville QC \| Waterville QC \| \| \| 183,5 \| Compton QC \| Compton QC \| \| \| \| Hillhurst QC \| \| \| \| 196,5 \| Coaticook QC \| Coaticook QC \| \| \| 204,7 \| Dixville QC \| Dixville QC \| \| \| ? \| Stanhope QC \| Stanhope QC \| \| \| \| Rivière Coaticook \| \| \| \| \| Québec (Kanada) / Vermont (USA) \| \| \| \| 211,1 \| Norton VT \| Norton VT \| \| \| \| Norton Pond \| \| \| \| \| Norton Pond \| \| \| \| \| Summit \| \| \| \| 236,6 \| Island Pond VT \| Island Pond VT \| \| \| \| nach Portland \| \| |                         |                                                          |                                                          |
| Kopfbahnhof Streckenanfang (Strecke außer Betrieb) | 0,0                     | Montreal QC (Gare Bonaventure)                           | Montreal QC (Gare Bonaventure)                           |
| Kreuzung mit U-Bahn geradeaus oben (Strecke geradeaus außer Betrieb) |                         | Metro Montreal (Linie 1)                                 | Metro Montreal (Linie 1)                                 |
| Abzweig geradeaus und nach rechts (Strecke außer Betrieb) |                         | nach Toronto                                             | nach Toronto                                             |
| Haltepunkt / Haltestelle (Strecke außer Betrieb) | 2,4                     | Montreal QC (Place-Saint-Henri, Keilbahnhof)             | Montreal QC (Place-Saint-Henri, Keilbahnhof)             |
| Abzweig ehemals geradeaus und von rechts |                         | Verbindungskurve aus Toronto                             | Verbindungskurve aus Toronto                             |
| Abzweig geradeaus und ehemals nach links |                         | Güteranschlussbahn                                       | Güteranschlussbahn                                       |
| Brücke über Wasserlauf |                         | Lachine-Kanal                                            | Lachine-Kanal                                            |
| Kreuzung geradeaus oben (Querstrecke außer Betrieb) |                         | Güteranschlussbahn der Canadian Pacific Railway          | Güteranschlussbahn der Canadian Pacific Railway          |
| Abzweig geradeaus, ehemals nach rechts und ehemals von rechts |                         | Verbindungsgleis zur Canadian Pacific                    | Verbindungsgleis zur Canadian Pacific                    |
| Abzweig geradeaus und nach rechts |                         | Verbindung zum VIA Rail-Betriebshof                      | Verbindung zum VIA Rail-Betriebshof                      |
| Kreuzung mit U-Bahn geradeaus oben |                         | Metro Montreal (Linie 1)                                 | Metro Montreal (Linie 1)                                 |
| Abzweig geradeaus und nach links |                         | Verbindung zum Gare Centrale und zur Hafenbahn           | Verbindung zum Gare Centrale und zur Hafenbahn           |
| Dienststation / Betriebs- oder Güterbahnhof | 4,8                     | Pointe Sainte Charles Yard (Güterbf.)                    | Pointe Sainte Charles Yard (Güterbf.)                    |
| Abzweig geradeaus und von links |                         | nach Ottawa                                              | nach Ottawa                                              |
| Abzweig geradeaus, nach rechts und von rechts |                         | Verbindung zum VIA Rail-Betriebshof                      | Verbindung zum VIA Rail-Betriebshof                      |
| Brücke |                         | Autoroute 10                                             | Autoroute 10                                             |
| Brücke über Wasserlauf |                         | Sankt-Lorenz-Strom (Pont Victoria)                       | Sankt-Lorenz-Strom (Pont Victoria)                       |
| Strecke von links · Abzweig geradeaus und nach rechts |                         | Umleitungsstrecke bei offener Hubbrücke                  | Umleitungsstrecke bei offener Hubbrücke                  |
| Strecke · Brücke über Wasserlauf |                         | Schleuse Saint-Lambert (Pont Jacques-Cartier, Hubbrücke) | Schleuse Saint-Lambert (Pont Jacques-Cartier, Hubbrücke) |
| Strecke · ehemaliger Haltepunkt / Haltestelle |                         | East End (Interurban-Station)                            | East End (Interurban-Station)                            |
| Brücke · Brücke |                         | Autoroute 20                                             | Autoroute 20                                             |
| Kreuzung geradeaus oben (Querstrecke außer Betrieb) · Abzweig geradeaus und ehemals nach rechts |                         | Montreal and Southern Counties Railway (Interurban)      | Montreal and Southern Counties Railway (Interurban)      |
| Strecke nach links · Abzweig geradeaus und von rechts |                         | Ende der Umleitungsstrecke                               | Ende der Umleitungsstrecke                               |
| Bahnhof | 9,2                     | Saint-Lambert QC (Amtrak, VIA, exo)                      | Saint-Lambert QC (Amtrak, VIA, exo)                      |
| Abzweig geradeaus und ehemals nach rechts |                         | nach Rouses Point                                        | nach Rouses Point                                        |
| Abzweig geradeaus und ehemals nach links |                         | Montreal and Southern Counties Railway (Interurban)      | Montreal and Southern Counties Railway (Interurban)      |
| Abzweig geradeaus, ehemals nach links und ehemals von links |                         | nach Fortierville                                        | nach Fortierville                                        |
| Dienststation / Betriebs- oder Güterbahnhof |                         | Southwalk Yard (Güterbf.)                                | Southwalk Yard (Güterbf.)                                |
| Abzweig geradeaus, nach rechts und ehemals nach links |                         | Verbindungskurven                                        | Verbindungskurven                                        |
| Kreuzung (Querstrecke außer Betrieb) |                         | Strecke Longueuil–Sheldon Junction (Cannon Jct.)         | Strecke Longueuil–Sheldon Junction (Cannon Jct.)         |
| Abzweig geradeaus und ehemals von links |                         | Verbindungskurve                                         | Verbindungskurve                                         |
| Strecke von links · Strecke nach rechts |                         |                                                          |                                                          |
| Abzweig geradeaus und ehemals von links · Kopfbahnhof Streckenende und quer (Strecke außer Betrieb) |                         | Longueuil QC (1848–1859)                                 | Longueuil QC (1848–1859)                                 |
| Haltepunkt / Haltestelle | 15,4                    | Saint-Hubert QC (exo)                                    | Saint-Hubert QC (exo)                                    |
| Strecke |                         |                                                          |                                                          |
| Abzweig geradeaus und nach links |                         | nach Longueuil (Bruno Junction)                          | nach Longueuil (Bruno Junction)                          |
| Haltepunkt / Haltestelle | 22,0                    | Saint-Bruno QC (exo)                                     | Saint-Bruno QC (exo)                                     |
| Brücke |                         | Autoroute 30                                             | Autoroute 30                                             |
| Haltepunkt / Haltestelle | 26,9                    | Saint-Basile-le-Grand QC (exo)                           | Saint-Basile-le-Grand QC (exo)                           |
| Abzweig geradeaus und ehemals von rechts |                         | ehem. Militärbasis                                       | ehem. Militärbasis                                       |
| Haltepunkt / Haltestelle |                         | McMasterville QC (exo)                                   | McMasterville QC (exo)                                   |
| Brücke über Wasserlauf |                         | Rivière Richelieu                                        | Rivière Richelieu                                        |
| Dienststation / Betriebs- oder Güterbahnhof | 33,3                    | Belœil QC                                                | Belœil QC                                                |
| Bahnhof | 35,1                    | Mont-Saint-Hilaire QC (exo)                              | Mont-Saint-Hilaire QC (exo)                              |
| Dienststation / Betriebs- oder Güterbahnhof |                         | Abstellbahnhof Thériault                                 | Abstellbahnhof Thériault                                 |
| ehemaliger Bahnhof | 44,6                    | Sainte-Madeleine QC                                      | Sainte-Madeleine QC                                      |
| Abzweig geradeaus und von links |                         | von Sorel                                                | von Sorel                                                |
| Abzweig geradeaus und ehemals von rechts |                         | von Noyan Junction                                       | von Noyan Junction                                       |
| Bahnhof | 56,6                    | Saint-Hyacinthe QC (VIA)                                 | Saint-Hyacinthe QC (VIA)                                 |
| Brücke über Wasserlauf |                         | Rivière Yamaska                                          | Rivière Yamaska                                          |
| Abzweig geradeaus und nach rechts |                         | Verbindungsgleis nach Stanbridge                         | Verbindungsgleis nach Stanbridge                         |
| Kreuzung (Querstrecke außer Betrieb) |                         | Strecke Stanbridge–Sorel                                 | Strecke Stanbridge–Sorel                                 |
| Abzweig geradeaus, von links und von rechts |                         | Verbindungskurven nach Stanbridge und Sorel              | Verbindungskurven nach Stanbridge und Sorel              |
| Dienststation / Betriebs- oder Güterbahnhof | 59,9                    | Sainte-Rosalie Junction QC                               | Sainte-Rosalie Junction QC                               |
| ehemaliger Bahnhof | 60,5                    | Sainte-Rosalie QC                                        | Sainte-Rosalie QC                                        |
| Abzweig geradeaus und nach links |                         | nach Charny                                              | nach Charny                                              |
| ehemaliger Dienststation / Betriebs- oder Güterbahnhof |                         | Britannia Mills                                          | Britannia Mills                                          |
| ehemaliger Bahnhof | 71,6                    | Saint-Liboire QC                                         | Saint-Liboire QC                                         |
| Dienststation / Betriebs- oder Güterbahnhof | 76,6                    | Upton QC                                                 | Upton QC                                                 |
| Brücke über Wasserlauf |                         | Rivière Noire (2×)                                       | Rivière Noire (2×)                                       |
| Abzweig geradeaus und ehemals von rechts |                         | von Enlaugra                                             | von Enlaugra                                             |
| Dienststation / Betriebs- oder Güterbahnhof | 86,7                    | Acton Vale QC                                            | Acton Vale QC                                            |
| Abzweig geradeaus und ehemals nach links |                         | nach Drummondville                                       | nach Drummondville                                       |
| ehemaliger Haltepunkt / Haltestelle | 99,0                    | Danby QC                                                 | Danby QC                                                 |
| Dienststation / Betriebs- oder Güterbahnhof | 105,7                   | Durham Sud QC                                            | Durham Sud QC                                            |
| ehemaliger Haltepunkt / Haltestelle | 110,6                   | Lisgar QC                                                | Lisgar QC                                                |
| ehemaliger Haltepunkt / Haltestelle |                         | Gore QC                                                  | Gore QC                                                  |
| Strecke mit Straßenbrücke |                         | Autoroute 55                                             | Autoroute 55                                             |
| Brücke über Wasserlauf |                         | Rivière Saint-François                                   | Rivière Saint-François                                   |
| Dienststation / Betriebs- oder Güterbahnhof | 122,3                   | Richmond QC                                              | Richmond QC                                              |
| Abzweig geradeaus, nach links und ehemals von links |                         | nach Lévis                                               | nach Lévis                                               |
| Abzweig geradeaus und ehemals von rechts |                         | New Rockland Slate Quarry Railway (914 mm)               | New Rockland Slate Quarry Railway (914 mm)               |
| ehemaliger Bahnhof |                         | Corris QC                                                | Corris QC                                                |
| Dienststation / Betriebs- oder Güterbahnhof | 138,6                   | Windsor Mills QC                                         | Windsor Mills QC                                         |
| Brücke über Wasserlauf |                         |                                                          |                                                          |
| Abzweig geradeaus und von links |                         | Anschluss Domtar Inc.                                    | Anschluss Domtar Inc.                                    |
| ehemaliger Haltepunkt / Haltestelle |                         | Titus QC                                                 | Titus QC                                                 |
| Abzweig geradeaus und nach links |                         | Anschluss Kruger Inc.                                    | Anschluss Kruger Inc.                                    |
| Brücke über Wasserlauf |                         | Rivière Saint-François                                   | Rivière Saint-François                                   |
| Dienststation / Betriebs- oder Güterbahnhof | 151,3                   | Bromptonville QC                                         | Bromptonville QC                                         |
| Strecke mit Straßenbrücke |                         | Autoroute 610                                            | Autoroute 610                                            |
| Brücke über Wasserlauf |                         | Rivière Magog                                            | Rivière Magog                                            |
| Dienststation / Betriebs- oder Güterbahnhof | 161,9                   | Sherbrooke QC                                            | Sherbrooke QC                                            |
| Abzweig geradeaus und ehemals nach links |                         | Verbindung nach Lévis                                    | Verbindung nach Lévis                                    |
| Kreuzung geradeaus unten (Querstrecke außer Betrieb) |                         | Strecke Sherbrooke–Lévis                                 | Strecke Sherbrooke–Lévis                                 |
| Abzweig geradeaus und nach links |                         | Verbindung nach Mattawamkeag                             | Verbindung nach Mattawamkeag                             |
| Kreuzung |                         | Strecke Brookport–Mattawamkeag                           | Strecke Brookport–Mattawamkeag                           |
| Abzweig geradeaus und von rechts |                         | Verbindung von Brookport                                 | Verbindung von Brookport                                 |
| Dienststation / Betriebs- oder Güterbahnhof | 166,9                   | Lennoxville QC                                           | Lennoxville QC                                           |
| Abzweig geradeaus und ehemals nach rechts |                         | nach White River Junction                                | nach White River Junction                                |
| Brücke über Wasserlauf |                         | Rivière Massawippi                                       | Rivière Massawippi                                       |
| Brücke über Wasserlauf |                         |                                                          |                                                          |
| Brücke über Wasserlauf |                         | Rivière Coaticook                                        | Rivière Coaticook                                        |
| Dienststation / Betriebs- oder Güterbahnhof | 178,2                   | Waterville QC                                            | Waterville QC                                            |
| Dienststation / Betriebs- oder Güterbahnhof | 183,5                   | Compton QC                                               | Compton QC                                               |
| ehemaliger Haltepunkt / Haltestelle |                         | Hillhurst QC                                             | Hillhurst QC                                             |
| Dienststation / Betriebs- oder Güterbahnhof | 196,5                   | Coaticook QC                                             | Coaticook QC                                             |
| Dienststation / Betriebs- oder Güterbahnhof | 204,7                   | Dixville QC                                              | Dixville QC                                              |
| ehemaliger Haltepunkt / Haltestelle | ?                       | Stanhope QC                                              | Stanhope QC                                              |
| Brücke über Wasserlauf |                         | Rivière Coaticook                                        | Rivière Coaticook                                        |
| Grenze |                         | Québec (Kanada) / Vermont (USA)                          | Québec (Kanada) / Vermont (USA)                          |
| Dienststation / Betriebs- oder Güterbahnhof | 211,1                   | Norton VT                                                | Norton VT                                                |
| ehemaliger Bahnhof |                         | Norton Pond                                              | Norton Pond                                              |
| Dienststation / Betriebs- oder Güterbahnhof |                         | Norton Pond                                              | Norton Pond                                              |
| Dienststation / Betriebs- oder Güterbahnhof |                         | Summit                                                   | Summit                                                   |
| Dienststation / Betriebs- oder Güterbahnhof | 236,6                   | Island Pond VT                                           | Island Pond VT                                           |
| Strecke |                         | nach Portland                                            | nach Portland                                            |

Die Bahnstrecke Montreal–Island Pond ist eine Eisenbahnstrecke in Québec (Kanada) und Vermont (Vereinigte Staaten). Sie ist 236,6 Kilometer lang und verbindet unter anderem die Städte Montreal, Saint-Lambert, Saint-Hyacinthe, Windsor, Sherbrooke und Island Pond. Die Strecke gehört von Montreal bis Sainte-Rosalie der Canadian National Railway und von dort bis Island Pond der St. Lawrence and Atlantic Railroad, die auf diesen Abschnitten jeweils den Güterverkehr betreiben. Die Canadian National hat außerdem ein Mitbenutzungsrecht für die Strecke von Sainte-Rosalie bis Richmond.
Drei Bahngesellschaften befahren Abschnitte der Strecke mit Personenzügen. Die VIA Rail Canada benutzt die Strecke von Montreal bis Sainte-Rosalie für die Züge nach Québec. Das Verkehrsunternehmen exo betreibt ein S-Bahn-ähnliches Netz im Großraum Montreal und bedient den Abschnitt von Montreal bis Mont-Saint-Hilaire. Die Amtrak benutzt den Streckenteil von Montreal bis Cannon Junction für ihren einmal täglich fahrenden Expresszug Adirondack nach New York.

## Geschichte

### Vorgeschichte und Bau
Nachdem John Alfred Poor in den Vereinigten Staaten im Februar 1845 die Atlantic and St. Lawrence Railroad gegründet hatte, wurde in Kanada die St. Lawrence and Atlantic Railway am 17. März 1845 durch befreundete Geschäftsleute gegründet. Das Ziel der beiden Gesellschaften war es, eine Eisenbahnstrecke von Montreal nach Portland herzustellen. Die beiden Gesellschaften wollten von den Endpunkten aus den Bau vorantreiben und sich in Island Pond treffen. Da viele Strecken in Kanada in der Kolonialspur (1676 mm) gebaut waren, entschied man sich auch für die Strecke nach Portland für diese Spurweite.
Montreal konnte zunächst nicht direkt angeschlossen werden, da der Sankt-Lorenz-Strom noch nicht überbrückt war. Daher baute man zunächst eine provisorische Endstation in Longueuil gegenüber von Montreal und richtete eine Fähre ein. Der Bau begann im Oktober 1846 und der erste Abschnitt von Longueuil bis Saint-Basile-le-Grand ging am 27. Dezember 1848 in Betrieb. Am 15. Oktober 1851 war Richmond erreicht, am 11. September 1852 Sherbrooke und schließlich am 11. Juli 1853 Island Pond. Die Strecke von Portland war bereits einige Wochen vorher fertiggestellt worden, sodass der durchlaufende Betrieb am 18. Juli 1853 aufgenommen werden konnte. Inzwischen hatte die Grand Trunk Railway die beiden Bahngesellschaften übernommen. Da die Lösung mit der Fähre in Longueuil unbefriedigend war, baute man nun die Pont Victoria in Montreal und ab dem 12. Dezember 1859 konnten die Züge direkt bis in die Innenstadt Montreals fahren, wo sie ab 1864 wie auch die Züge nach Toronto den Kopfbahnhof Gare Bonaventure benutzten. Die provisorische Strecke nach Longueuil wurde stillgelegt.

### Umbauten
Die Strecke war vor allem zwischen Montreal und Sainte-Rosalie eine wichtige Hauptstrecke, die schon bald nach der Eröffnung zweigleisig ausgebaut wurde. In Sainte-Rosalie zweigte die ebenfalls vielbefahrene Strecke nach Québec ab. Nachdem andere Bahngesellschaften begonnen hatten, ihre Strecken auf Normalspur umzubauen, beschloss 1873 auch die Grand Trunk Railway, dies zu tun. In nur 12 Stunden wurde in der Nacht vom 25. zum 26. September 1874 die gesamte 477 Kilometer lange Strecke von Montreal bis Portland auf Normalspur umgenagelt.
1897 erfolgte die Gründung der Montreal and Southern Counties Railway, die eine Interurban-Strecke von Montreal nach Sherbrooke bauen wollte. In Montreal entstand an der McGill Street ein Endbahnhof für die Überlandstraßenbahnen. Die Strecke fädelte kurz vor der Pont Victoria in die Hauptstrecke der Eisenbahn ein, die dadurch von hier bis Saint-Lambert elektrifiziert wurde. Nach dem Bahnhof Saint-Lambert zweigte die Interurban-Strecke ab und führte in den Stadtteil Montreal-Sud. Diese Strecke wurde am 1. November 1909 eröffnet. 1911 kaufte die Grand Trunk Railway die Bahn. Nun begann auch der Bau der eigentlich geplanten Hauptstrecke in Richtung Sherbrooke. Sie zweigte am Haltepunkt East End am östlichen Brückenkopf der Pont Victoria ab und führte ab 1913 nach Marieville, später bis Granby. Sherbrooke wurde nie von Interurban-Zügen erreicht. 1956 wurde die Bahn stillgelegt und die Oberleitung auf der Pont Victoria abgebaut. Inzwischen war 1923 die Grand Trunk Railway von der Canadian National Railway übernommen worden, die damit auch die Betriebsführung auf der Strecke übernahm.
Der Kopfbahnhof Bonaventure in Montreal, der 1916 nach einem Großbrand neu gebaut werden musste, wurde im November 1952 stillgelegt. Bereits seit 1943 fuhren alle Züge aus Richtung Osten zum Gare Centrale an der Bahnstrecke nach Ottawa, nachdem diese mit der Strecke nach Island Pond verbunden worden war. Der Bahnhof Bonaventure diente in den letzten Jahren nur noch dem Vorortverkehr in Richtung Südwesten.
1958 baute die Canadian National die Gleisanlagen in Saint-Lambert um. Von der Pont Victoria abzweigend baute sie eine zweigleisige Neubaustrecke, die südlich um die Schleuse Saint-Lambert herumführte und eine Durchfahrt der Züge bei geöffneter Hubbrücke ermöglicht.

### Niedergang und Betreiberwechsel
Am 12. August 1967 stellte die Canadian National den Personenverkehr zwischen Coaticook und Island Pond ein, nachdem bereits seit 1960 auf diesem Abschnitt nur noch an Sommerwochenenden ein Zugpaar gefahren war. Um 1970 fuhren auch zwischen Sainte-Rosalie und Coaticook die letzten Personenzüge. 1978 übernahm VIA Rail Canada den Personenverkehr auf dem restlichen Abschnitt. 1984 plante die Canadian National, die Strecke von Sainte-Rosalie bis Island Pond stillzulegen. Stattdessen verkaufte sie sie jedoch am 22. Mai 1989 an die Emons Transportation Group, die den Güterverkehr auf diesem Abschnitt seither unter dem Namen St. Lawrence and Atlantic Railroad weiterbetreibt. 
1986 wurde die alte Hauptstrecke in Richtung New York von Saint-Lambert bis Brossard stillgelegt und eine neue Verbindungsstrecke zur Bahnstrecke Cannon Junction–Marieville gebaut. Seitdem benutzen die Züge in Richtung New York zwischen Montreal und Cannon Junction die Strecke mit. Dies gilt seit diesem Zeitpunkt auch für die Expresszüge der Amtrak, nämlich den noch heute fahrenden Adirondack nach New York und den 1995 eingestellten Montréaler nach Washington DC. 
Ab 2000 betrieb de Agence métropolitaine de transport (AMT) den Vorortverkehr nach Mont-Saint-Hilaire, seit 2017 ist exo dafür zuständig. Sieben Zugpaare fahren an Werktagen, zumeist in Stoßrichtung.

## Streckenbeschreibung

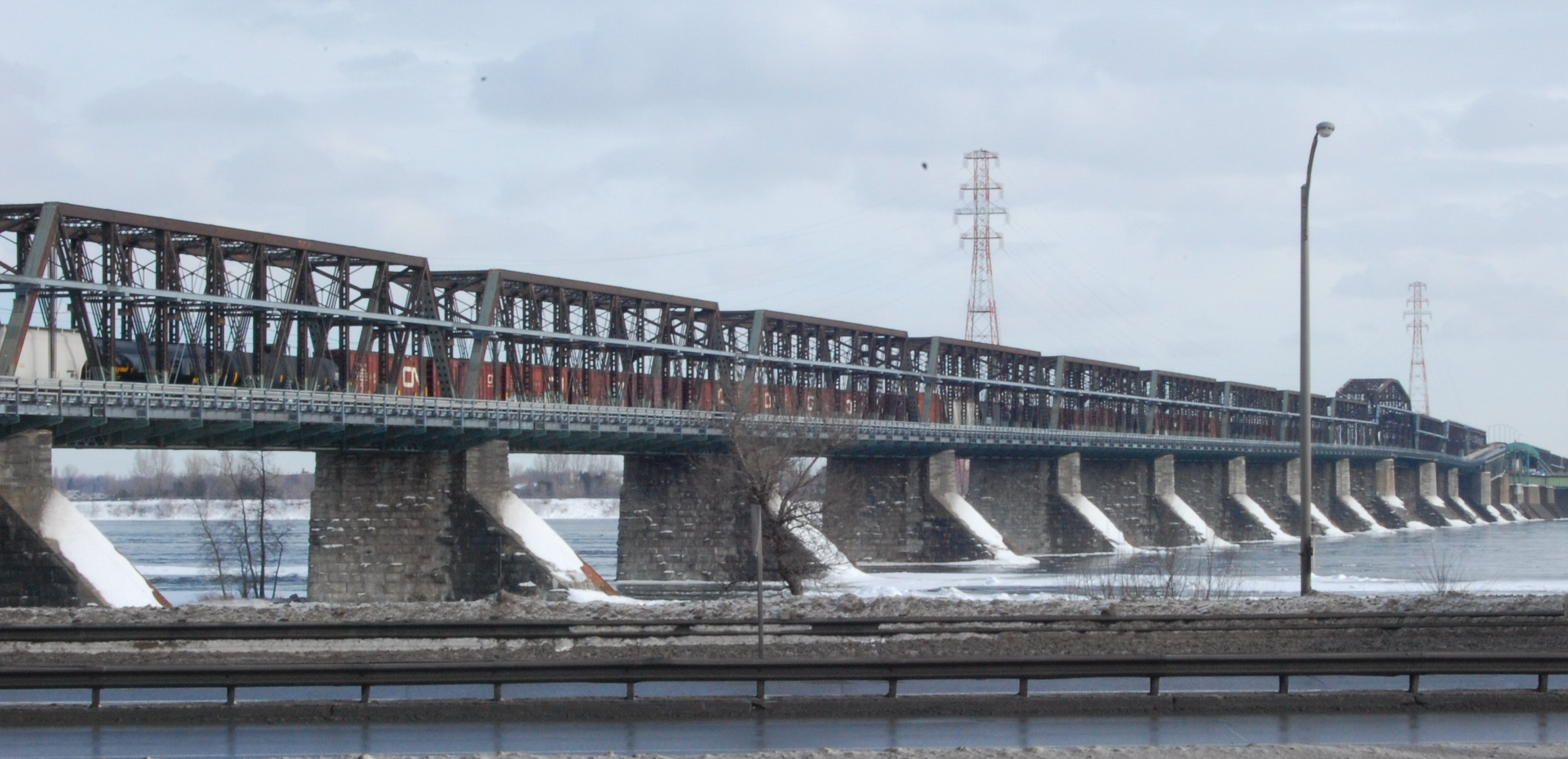
Pont Victoria in Montreal mit einem Zug der Canadian National.

Der ehemalige Endbahnhof der Grand-Trunk-Hauptstrecken nach Toronto, Québec und Portland, Gare Bonaventure, befand sich an der Rue Saint-Jacques. Er war 1847 durch die Montreal and Lachine Railway gebaut und 1864 von der Grand Trunk übernommen worden. Von 1859 bis 1864 endeten die Züge am Bahnhof Pointe Saint-Charles, der seither als Güterbahnhof dient. Personenzüge hielten hier jedoch weiterhin bis 1943. Nach diesem Bahnhof führt die Strecke über die drei Kilometer lange Pont Victoria. Die Brücke wurde offiziell am 25. August 1860 als damals längste Brücke der Welt eröffnet. Bereits im Dezember 1859 war der Zugverkehr über die Brücke aufgenommen worden. Die Strecke führt weiter durch Saint-Lambert, wo sich ein Fernbahnhof befindet, an dem neben den exo-Vorortzügen auch die Züge in Richtung Québec und New York halten. Nach weiteren sechs Kilometern ist Saint-Hubert erreicht, wo bis 1859 die provisorische Strecke nach Longueuil abzweigte.
Weiter ostwärts verläuft die Strecke nun aus dem Ballungsgebiet Montreals heraus und erreicht bei McMasterville den Rivière Richelieu, den sie auf einer Stahlträgerbrücke überquert. Kurz danach ist Mont-Saint-Hilaire erreicht, wo die Vorortzüge enden. An den Bahnhof schließt sich die Abstellanlage Thériault an. Von Mont-Saint-Hilaire bis Sainte-Rosalie verläuft die Strecke geradlinig, durchquert dabei Sainte-Madelaine und Saint-Hyacinthe und überquert den Rivière Yamaska. Der Knotenbahnhof Sainte-Rosalie Junction besteht aus einer früher die Hauptstrecke niveaugleich kreuzenden Bahn. Heute ist die Gleiskreuzung selbst stillgelegt, Züge die die querende Bahnstrecke befahren wollen, müssen im Bahnhof Kopf machen. Hinter dem Bahnhof zweigt die Hauptstrecke in Richtung Québec ab und der zweigleisige Abschnitt der Bahnstrecke endet. Hier ist auch der Betreiberwechselpunkt zwischen Canadian National und St. Lawrence&Atlantic.
Von Sainte-Rosalie führt die Strecke ostwärts. Sie überquert bei Upton den Rivière Noire zweimal und erreicht mit Acton Vale den nächsten Knotenbahnhof. Die einst hier kreuzende Bahnstrecke Enlaugra–Drummondville ist jedoch stillgelegt. Durch dünn besiedeltes Gebiet führt die Trasse weiter ostwärts und überquert bei Richmond den Rivière Saint-François. Diesem Fluss folgt die Strecke nun in südöstliche Richtung und überquert ihn erneut in Bromptonville. Erst in Lennoxville verlässt sie das Tal des Saint-François und führt nun südwärts im Tal des Rivière Coaticook und bergauf in die nördlichen Ausläufer der Montagnes Vertes.
Knapp 50 Kilometer von Lennoxville entfernt überquert die Strecke die Staatsgrenze nach Vermont. Die Strecke führt weiter entlang des Oberlaufs des Coaticook und entlang des Norton Pond, indem dieser Fluss entspringt. Ab hier beginnt die Steilstrecke, an der zur Dampflokzeit zusätzliche Vorspann- oder Schiebelokomotiven an die Züge gekuppelt werden mussten. Über einen Höhenzug führt die Strecke nun kurvenreich nach Island Pond am gleichnamigen See hinab. Die Strecke geht hier in die Bahnstrecke Portland–Island Pond über.